# Neritos discobola
Neritos discobola là một loài bướm đêm thuộc phân họ Arctiinae, họ Erebidae.